# 艾拉·达文波特
艾拉·纳尔逊·达文波特（英語：Ira Nelson Davenport，1887年10月13日—1941年7月17日），生于堪萨斯州，美国男子棒球、田径运动员。他曾代表美国参加1912年夏季奥林匹克运动会，获得男子800米铜牌。